# Dyscia nelvaria
Dyscia nelvaria là một loài bướm đêm trong họ Geometridae.